# Quinzena
Una quinzena és un període etimològicament igual a 15 dies.
No obstant això, la definició pot variar:
- Una revista quinzenal s'edita cada dues setmanes (14 dies)
- Normalment, es considera que un mes es dividix en dues quinzenes. La primera quinzena dura des del dia 1 fins al 15, i la segona dura des del dia 16 fins a l'últim dia del mes. Açò significa que hi haurà quinzenes d'entre 13 i 16 dies.

## Astronomia
En astronomia, una quinzena és el temps mitjà entre la lluna plena i la lluna nova (i a la inversa) o la meitat d'un mes lunar. Equival a 14,77 dies.